# Elżbieta Olejniczak
Elżbieta Maria Olejniczak (ur. 1948, zm. 12 marca 2016) – polska filolog, prof. dr hab., profesor nadzwyczajny Uniwersytetu Łódzkiego.

## Życiorys
24 września 1982 obroniła pracę doktorską Życie literackie Łodzi w okresie międzywojennym (1918-1939). Szkoła jako podstawowa instytucja kształtująca kulturę literacką miasta, 29 września 2000 habilitowała się na podstawie pracy zatytułowanej Słuchowiska Polskiego Radia w okresie piętnastolecia (1925-1939). 28 lipca 2014 nadano jej tytuł profesora w zakresie nauk humanistycznych.
Objęła funkcję profesora nadzwyczajnego w Katedrze Dziennikarstwa i Komunikacji Społecznej na Wydziale Filologicznego Uniwersytetu Łódzkiego.
Zmarła 12 marca 2016.